# 조선민주주의인민공화국 인권조사위원회 보고서

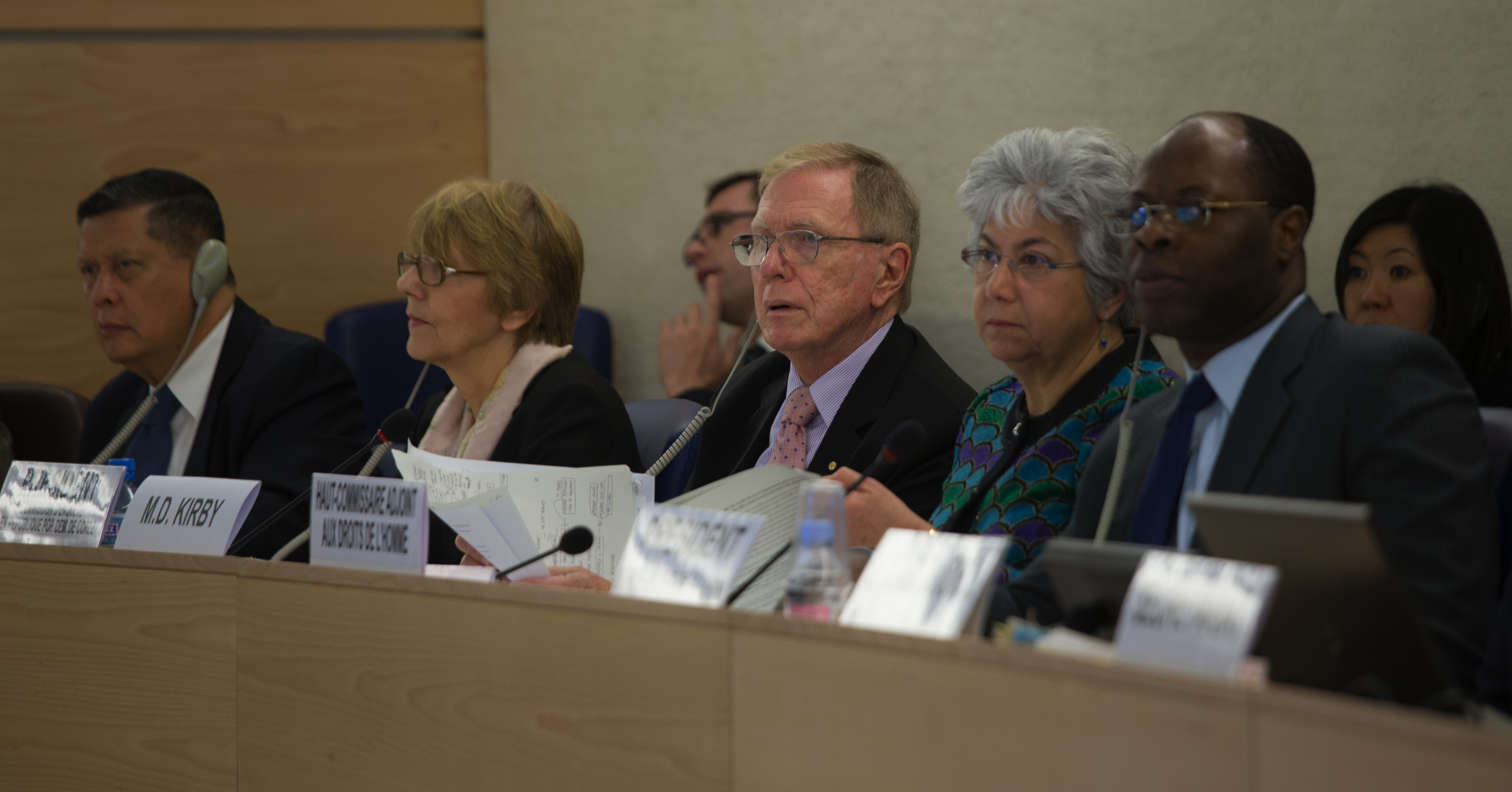
조선민주주의인민공화국 인권조사위원회 보고서
제출: 2014년 2월 7일
장소: 스위스 제네바 유엔인권이사회 (한국어로 보고서 보기)
조사위원: 마이클 도널드 커비 (조사위원장, 오스트레일리아), 소냐 비세르코 (세르비아), 마르주키 다루스만 (유엔 북한인권 특별보고관, 인도네시아)
목적: 중대하고 조직적이며 광범위한 북한의 인권 침해 실태를 조사하기 위함

조선민주주의인민공화국 인권조사위원회 보고서는 조선민주주의인민공화국의 인권 상황을 조사한 대표적인 문서로, 2013년에 유엔 인권 이사회의 결의안으로 결성된 조사위원회에 의해 작성되기 시작하여 2014년 발표되었다.
이 보고서는 조선민주주의인민공화국(북한) 정권이 사상 및 표현, 종교의 자유, 차별로부터의 자유, 이동 및 거주의 자유와 식량권 등을 포함한 인권을 조직적으로 침해하고 있다고 결론지었다.
위원회는 또한 북한이 반인도범죄를 범했다고 판단하였다. 이러한 범죄는 “절멸, 살인, 노예화, 고문, 구금, 성폭행, 강제 낙태 및 기타 성폭력, 정치‧종교‧인종‧성차별적 근거에 따른 박해, 주민의 강제 이전, 강제 실종, 그리고 고의적으로 장기적 기아를 유발하는 비인도적 행위”를 포함한다.
유엔 총회는 이 조사위원회의 조사 결과를 근거로 결의안 69/188호를 2014년에 채택하였다. 이 결의안은 북한의 인권 유린 실태를 규탄하며, 유엔 안전보장이사회가 북한의 인권 상황을 국제형사재판소에 회부할 것을 요청한다. 같은 해, 유엔 안전보장이사회는 최초로 북한 인권을 논의하기 위한 회의를 소집했으나 결의안은 채택되지 않았다.

## 역사

### 배경
유엔 총회와 유엔 인권이사회는 2000년대 초반부터 북한의 인권 침해를 우려하는 내용의 결의안을 여러 차례 채택하였다.
유엔 인권이사회의 전신인 유엔 인권위원회는 2004년 북한인권 특별보고관을 임명하여 매년 보고서를 제출하도록 하였으나 북한은 이에 협조하지 않았다. 북한은 2009년 채택된 첫 번째 보편적 정례인권검토(모든 유엔 가입국을 대상으로 인권이사회가 작성하는 인권 보고서)의 167개 권고안을 전혀 수용하지 않은 첫 번째 국가이기도 하다. 특별보고관과 유엔 인권최고대표는 북한의 심각한 인권 침해를 고발하였으며, 특히 유엔 인권최고대표는 북한의 인권 상황이 전 세계에서 최악이라고 언급하였다.
인권이사회가 조사위원회를 설립하기 며칠 전, 이와 별도로 유엔 안전보장이사회는 한 달 전 발생한 3차 핵실험에 대한 대응으로 대북제재 결의안 2094호를 만장일치로 채택하였다.
유엔 인권이사회의 전신인 유엔 인권위원회는 2004년 북한인권 특별보고관을 임명하여 매년 보고서를 제출하도록 하였으나 북한은 이에 협조하지 않았다. 북한은 2009년 채택된 첫 번째 보편적 정례인권검토(모든 유엔가입국을 대상으로 인권이사회가 작성하는 인권 보고서)의 167개 권고안을 전혀 수용하지 않은 첫 번째 국가이기도 하다. 특별보고관과 유엔 인권최고대표는 북한의 심각한 인권 침해를 고발하였으며, 특히 유엔 인권최고대표는 북한의 인권 상황이 전 세계에서 최악이라고 언급하였다.
인권이사회가 조사위원회를 설립하기 며칠 전, 이와 별도로 유엔 안전보장이사회는 한 달 전 발생한 3차 핵실험에 대한 대응으로 대북제재 결의안 2094호를 만장일치로 채택하였다.

### 충분한 조사의 필요성
오직 한 명의 보조인력을 두는 [30] 특별보고관들은 연례보고서에서 충분한 자원이 뒷받침된 조사 체계의 필요성을 제기했다. [31] 이로써 “더 포괄적인 조사를 할 수 있고, 국제법적 기준에 근거하여 인권 침해를 수량화, 질량화할 수 있을” 뿐만 아니라, “인권 침해를 자행한 특정 행위자나 가해자에게 책임을 물을 수 있고, 국제 사회에 일련의 효과적인 대응책을 제시할 수 있다”고 판단하였다.
이러한 필요성은 2012년 179명의 탈북자들이 각국의 외무장관들에게 조사위원회 설치를 촉구하면서 재차 제기되었으며, 전 세계의 40개가 넘는 인권 단체들과 [28] 국회의원들이 이를 지지하였다. 이는 북한에 대한 국제적인 관심을 핵 문제에서 인권 문제로 확대하려는 시도의 일환이었다.

## 위원회

### 임무
2013년 3월 21일, 47개의 이사국으로 구성된 유엔 인권이사회는 결의안 22/13호에 근거하여 북한인권조사위원회를 설치하였다. 어떤 이사국도 결의안을 투표에 붙일 것을 요구하지 않았기 때문에, 조사위원회 설치를 요구하는 결의안 중 최초로 만장일치로 (무투표) 채택되었다. 유럽 연합과 일본이 결의안을 주도하였으며, 미국도 결의안을 지지하였다. 당시 인권이사회에 중국과 러시아 등 결의안을 반대할 북한과 친밀한 국가는 없었다.

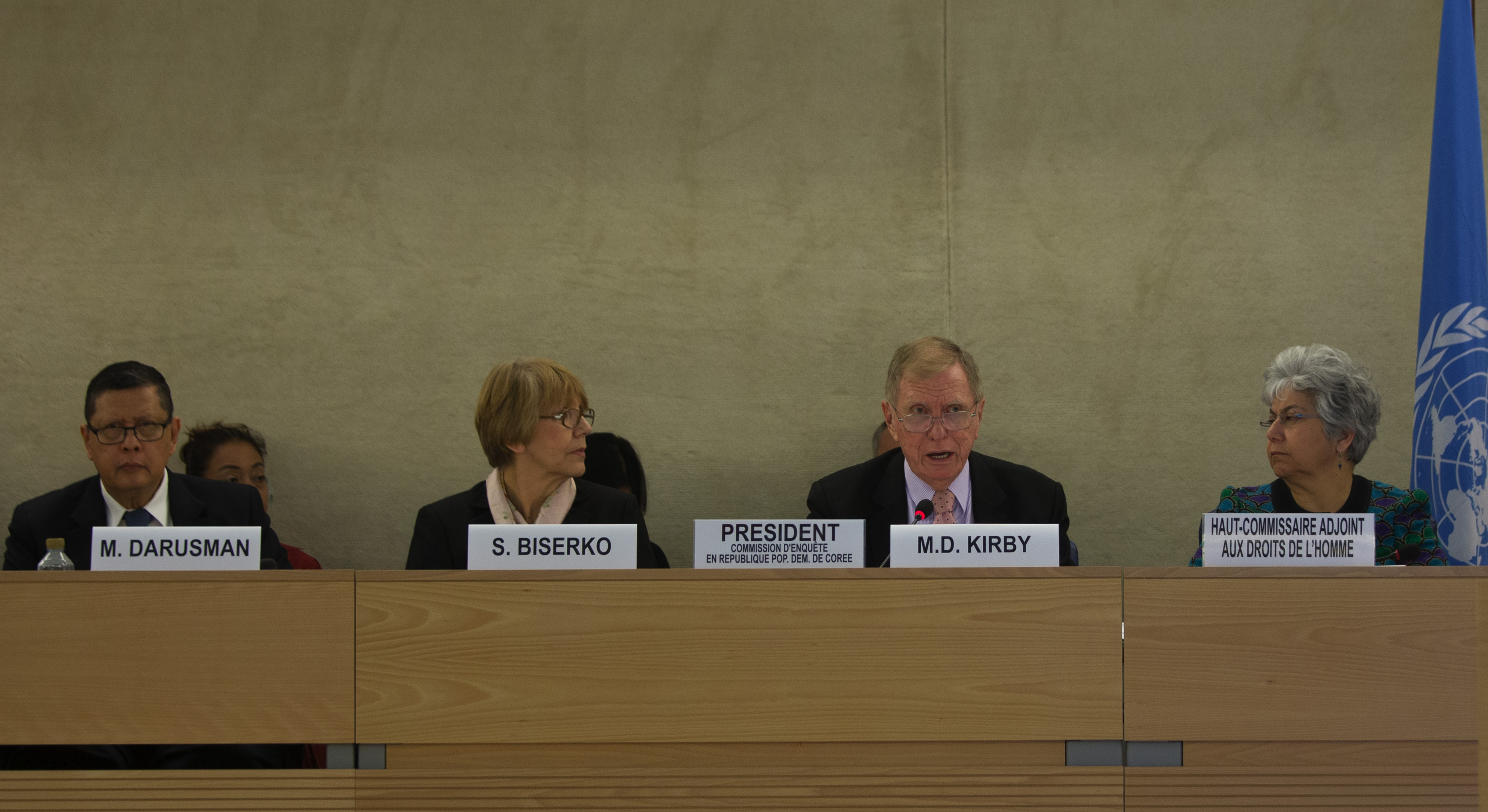
위원회원인 마르주끼 다루스만, 손자 비세르코, 마이클 도날드 커비가 유엔 인권 이사회에서 보고서를 발표한다.

북한인권조사위원회는 마이클 커비(위원장, 호주), 마르주끼 다루스만(북한인권 특별보고관, 인도네시아), 소냐 비세르코(세르비아) 등 세 명의 전문가 위원으로 구성되었다. 이들은 무보수로 활동하였으며, 유엔 인권고등판무관 사무소 소속 직원 9명으로 구성된 사무국의 지원을 받았다.
위원회의 임무는 “북한에서의 조직적이고, 광범위하고, 중대한 인권 침해”를 조사하는 것으로, 특히 다음의 9가지 구체적인 인권 침해 사안에 대해 조사를 실시하였다: 1) 식량, 2) 수감 시설, 3) 고문 및 비인간적 대우, 4) 자의적 체포 및 구금, 5) 기본적인 인권과 자유에 대한 차별, 6) 표현의 자유, 7) 생명권, 8) 이동의 자유, 9) 강제실종과 외국인 납치
조사위원회의 임무에는 다음의 세 가지 상호 연계된 목표를 추구할 것도 명시되었다: 1) 철저한 인권 침해 조사, 2) 목격자의 증언 기록, 3) 반인도범죄를 포함한 인권 침해의 책임 소재 규명

### 성과
위원회의 보고서는 2014년 2월 7일에 공표되었다. 이 보고서는 북한의 인권 상황을 평가한 가장 권위 있는 보고서 이자 매우 상세하고 광범위한 내용을 포함하고 있다는 점에서 역사적이고 획기적인 보고서로 평가되었으며, 북한에 대한 초점을 핵 문제에서 인권 문제로 전환시킨 점 또한 인정받았다.
위원회는 북한 정부가 북한 주민을 상대로 대규모의 “형언할 수 없는 잔혹한 행위”를 자행해 왔으며, 반인도범죄에 이르는 “광범위하고 조직적이며 중대한" 인권 침해를 저질러 왔다고 판단하였고, 위원장은 이러한 잔혹한 행위가 2차 세계 대전 당시 나치 정권이 저질렀던 범죄와 “놀랍도록 유사”하다고 밝혔다. 이러한 범죄는 사형, 노예화, 기아, 성폭행, 강제 낙태를 포함한다.
2014년 3월 26일, 유엔 인권이사회는 보고서의 발견 사항에 근거하여 유엔 총회가 보고서의 발견 사항을 유엔 안정보장이사회에 회부할 것을 촉구하며, 유엔 안전보장이사회가 북한을 국제형사재판소에 회부하는 등의 조치를 취하도록 권고하는 내용의 결의안을 찬성 30표, 반대 6표, 기권 11표로 통과시켰다.
유엔 안전보장이사회의 이사국들은 후속 조치에 대한 의견을 수렴하기 위해 2014년 4월 17일 비공식 회의를 소집하였다. 이례적으로 신속하게 소집된 이 회의는 북한의 인권 상황을 보고하기 위한 안전보장이사회의 첫 번째 회의였으며, 중국과 러시아는 참석하지 않았다.

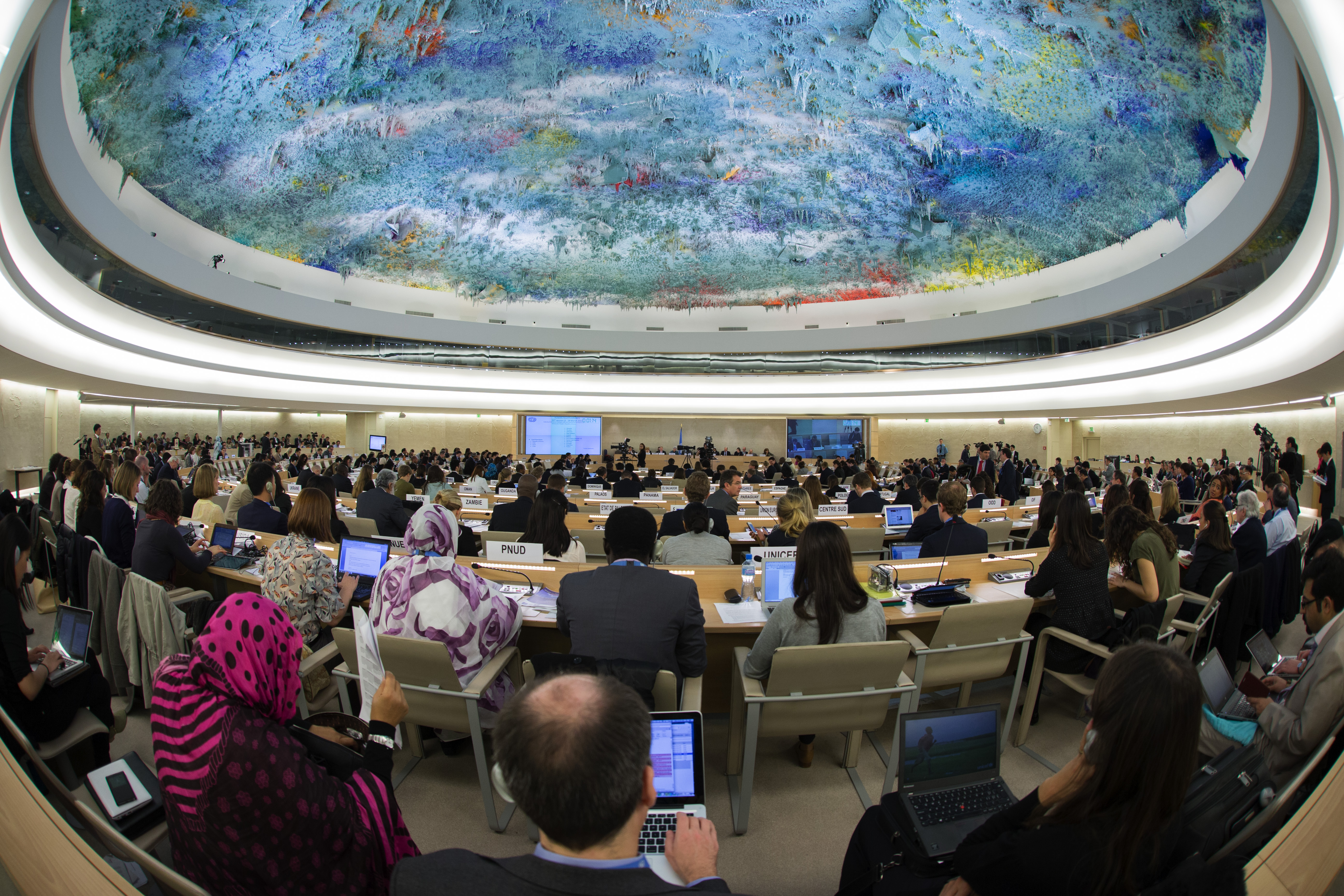
유엔인권이사회에서 인권조사위원회의 보고서를 발표하기

유엔 총회는 2014년 12월 18일 북한에서 일어나는 국가 차원의 인권 유린을 규탄하는 한편 안전보장이사회가 북한을 국제형사재판소에 회부할 것을 요구하는 결의안 69/188호를 찬성 116표, 반대 20표, 기권 53표로 통과시켰다.
안전보장이사회는 2014년 12월 22일 위원회의 보고서를 논의하기 위한 회의를 열었다. 이는 안전보장이사회가 북한의 인권 상황을 의제로 상정한 첫 번째 공식 회의였다. 그러나 중국의 반대로 북한의 인권 상황을 정식 의제로 상정하는 안건이 8년 만에 이례적으로 절차상의 표결에 부쳐졌고, 러시아와 중국만이 반대표를 던졌다. 이러한 반대에도 불구하고 절차상의 표결에는 상임이사국의 거부권이 적용되지 않으므로 회의는 진행되었다. 그러나 중국은 보고서를 국제형사재판소에 회부하는 결의안에는 거부권을 행사할 수 있어 결의안 통과는 어려울 것으로 보인다.
2015년 12월 미국은 북한의 인권 문제가 향후 재차 논의될 수 있도록 이를 유엔 안전보장이사회의 영구 의제로 정하는 방안을 상정하였다. 그러나 중국은 인권 문제는 유엔 안전보장이사회에서 다룰 사안이 아니라고 주장하며 앙골라, 러시아, 베네수엘라와 함께 이의를 제기하였고 절차상의 표결을 요구하였으나, 미국의 방안을 저지하는 데 실패하였다.
2015년 12월 제이드 라드 알 후세인 유엔 인권 고등판무관은 유엔 안전보장이사회가 북한을 국제형사재판소에 회부할 것을 촉구하였다.

## 보고서의 발견사항

### 인권 침해

#### 사상 및 표현, 종교
요약: 북한 정권은 북한 주민의 완전한 세뇌를 목표로 하고 있다. 북한은 평생에 걸친 철저한 주입 교육을 실시하며, 국내외 정보의 흐름을 철저히 통제하고, 사상, 종교와 독립적인 시민단체를 금지하여 사회적, 사상적 변화를 차단할 뿐 아니라 고문과 처형을 포함한 잔인한 처벌을 통해 국가의 사상을 강요하고 있다.

- 국가의 사상 통제: 북한 주민들은 태어날 때부터 모든 분야를 아우르는 세뇌를 당하며 언제 어디서나 선전에 노출된다. 이로써 김씨 왕조에 대한 정권 차원의 개인숭배와 절대적 복종을 강요당한다. 모든 주민은 연령에 상관 없이 자아비판 등의 사상 주입 활동에 참여하도록 강요당하며, 모든 교육은 직간접적으로 국가의 사상을 강화하는 데 이용된다. 국가의 감시는 모든 주민의 사생활에도 침투하여 어떠한 반대의사의 표현도 방지하고 있어 일반 주민뿐 아니라 일부 국가 기관들도 서로를 감시한다.[20]

- 반대 의견과 조직의 부재: 모든 사회적 활동은 조선노동당에 의해 통제되며, 완전히 독립적인 시민단체는 존재하지 않는다. 오로지 국가가 통제하는 매체만이 합법적으로 운영되고 있다. 외부 정보나 매체와의 접촉은 엄격하게 처벌받는다. 외국 기자에게는 자유로운 취재가 사실상 불가능하며, 사전에 승인된 장소에 방문하는 것이나 인터뷰 중에 미리 작성된 답변을 받는 것만이 허용된다. 종교적 활동은 정권의 공식 사상과 배치되며 단체 결사의 수단으로 간주되어 금지되어 있다.[20]

- 엄격한 집행: 국가 정책에 따르지 않는 행위는 차별, 폭력, 감금, 고문, 사형으로 처벌되며, 처벌은 흔히 가족에게도 적용된다. 심지어 기자가 지도자의 이름을 오기(誤記)하거나 지도자의 사진이 변색되도록 방치하는 행위도 포함된다.[20]

- 외부 매체로부터의 정보 유입: 강력한 탄압에도 불구하고 시장의 발전과 정보 기술의 발달로 인해 북한 내부에 유입 되는 외부 정보와 매체가 크게 증가하고 있다. 이전까지 공개적 시위가 드물고 철저히 처벌받았던 데 반해 2000년대 후반에 들어서면서 경제적 상황에 대한 집단 시위가 산발적으로 발생하였다.[20]

#### 차별
요약: 거주 장소, 직업, 형벌의 강도, 식량 배급, 주거 형태, 건강 보험, 교육 등은 국가가 정한 세습적인 사회 계급 (성분) 제도에 의해 결정된다. 1990년대의 식량난 이후 진행된 시장화 과정에서 이 제도의 영향력은 약화되었으며, 여성은 시장 활동을 통해 남성이 국가 고용 제도 하에서 버는 임금보다 더 많은 수입을 창출할 수 있게 되었다. 그러나 남성 중심의 국가가 부패하고, 빈곤해지고, 사회적 변화에 반발하면서 여성은 만연한 뇌물 상납, 성폭행, 성폭력에 시달리고 있다.

- 사회 계급에 대한 국가 정책: 북한 정권은 엄격하게 계층화된 사회 구조를 유지하고 있으며, 이로 인해 북한 주민은 모든 분야에서 차별을 당한다. 본인의 재능을 계발하고 발휘할 기회와 국가로부터 받는 서비스의 정도는 온전히 국가가 정한 본인의 사회 계급(성분)에 의해 결정된다. 각 개인과 가족의 성분은 정권이 평가한 정권에 대한 사상적 충성도에 의해 결정된다. 계급에 따른 차별은 지리적 분리거주, 직업, 형벌, 식량 배급, 주거 형태, 건강 보험, 교육 등에 적용된다. 세대 간 책임과 연좌제 아래 가족의 성분은 자손에게 세습되며, 각 개인의 계급은 자유롭게 열람할 수 없는 체계에 기록된다. 가장 낮은 성분에는 해방 전 자본가, 간첩 혐의자, 기독교도, 불교도, 한국인 전쟁포로 등이 해당된다.[20]

- 여성 차별: 표현과 결사의 자유에 대한 완전한 부정은 이미 불평등한 여성의 지위를 더욱 악화시켰다. 식량 부족과 성 차별로 인해 일부 여성은 심각하게 취약한 처지에 처해있다. 남성 중심의 국가는 경제적 변화로 인해 지위가 높아진 여성과 뇌물 상납, 성폭행, 성폭력을 겪는 소외된 여성 모두를 희생양으로 삼는다. 피해자들은 국가로부터 보호받지 못하고 법적 조치에 의지할 수도 없다. 이러한 사회구조적인 문제는 중국으로 탈출한 수많은 탈북 여성이 겪는 인신매매의 중요한 요인으로도 작용한다.[20]

- 기초적인 형태의 시장 등장: 1990년대에 식량난이 발생하기 전에 부와 성공은 정치 권력의 중심에 근접한 특권층에게 독점되었다. 그러나 정권의 엄격한 통제에도 불구하고 1990년대에 경제가 붕괴하면서 기초적인 형태의 시장이 출현했다. 새로운 정보통신 기술은 시장의 발달에 긍정적인 영향을 끼쳤다. 시장은 사회·경제적 구조를 변형시켰으며, 국가가 정한 사회 계급(성분)의 중요성을 부분적으로 감소시켰고, 국가의 노동력에서 내몰린 많은 여성들이 시장을 통해 국가에 의해 고용된 남성보다 더 많은 수입을 창출하게 되었다. 정권의 통제 밖에서 개인적으로 창출한 부는 많은 가정의 생계 수단이 되었으며, 여성이 창출한 부가 벌금과 뇌물로 탈취되는 현상도 빈번해짐에 따라 만연한 부패가 야기되었다. 또한 경제적 지위가 높아진 여성은 일부 남성에게 원망의 대상이 되기도 했으며, 상대적 박탈감이 폭력으로 표출되는 경우도 있었다. 이러한 대대적인 변화에도 불구하고 북한 사회 계급의 최상층과 최하층에서는 여전히 성분 제도가 중요하게 작용하고 있다.[20]

#### 이동 및 거주
요약: 북한 정권은 성분에 따라 주민에게 거주지와 근로 장소를 강제하고, 국내에서의 이동을 제한하며, 일반적으로 해외 여행을 금지한다. 중국은 탈북 난민을 빈번히 북한으로 강제 송환하며, 북송된 탈북자들은 북한에서 혹독한 처벌을 받는다. 외부 사상과 접촉이 있었다고 판단되는 경우 처벌의 강도는 특히 가혹하다.

- 거주: 북한 정권은 사회·경제적, 물리적으로 분리된 사회를 건설하였다. 정권에 대한 정치적 충성도가 높다고 간주되는 주민은 좋은 환경에서 생활하는 반면, 충성도가 의심될 경우 소외된 지역으로 내몰린다. 심각한 정치적인 범죄를 저질렀다고 판단되는 자와 그의 가족은 모두 평양에서 추방된다.[20]

- 남북 이산가족 상봉: 북한은 오래도록 헤어졌던 이산가족의 상봉을 심각하게 방해하였다. 위원회는 이러한 제약이 독단적이고, 잔혹하며, 비인도적이라고 언급했다.[20]

- 국내 및 해외 여행: 북한 주민은 공식 허가 없이 거주 지역을 일시적으로도 이탈할 수 없으며, 일반 주민의 해외 여행은 사실상 완전히 금지된다. 지역 공동체간의 교류가 거의 없으며, 외부와의 접촉은 전혀 없다. 북한 주민은 이렇게 철저히 고립된다. 중국은 국제난민조약의 강제송환 금지 조항을 위반하면서 탈북한 북한 주민을 체포하여 강제송환하고 있으며, 북송된 주민은 학대, 고문, 장기적인 자의적 구금에 시달리게 되고 심지어는 사형에 처해진다. 북한의 안보 기관은 일부 경우에 고문을 가하여 강제송환된 주민을 심문한다. 단순히 식량 문제로 탈북했다고 여겨질 경우 이들은 단기 노동 교화소로 보내지는 반면, 남한으로 망명하려는 의도가 있었을 경우 일반 구금 시설로 보내지고, 탈북 과정에서 기독교 단체나 남한 정보 기관과의 접촉이 있었을 경우 가장 가혹한 정치범수용소로 보내진다.[20]

- 여성 인신매매와 아동폭력: 탈북을 시도하는 여성은 결혼이나 매춘을 강요 받는 등 인신매매의 위험에 극도로 취약하다. 중국에서 아이를 낳은 여성은 중국에서 아이를 출생등록할 수 없기 때문에 이 아이들은 국적 없이 보호되지 않은 채로 방치된다. 임신한 채로 강제송환된 여성은 흔히 강제 낙태의 대상이 되며, 강제송환된 여성이 낳은 아이는 대부분 살해된다. 이러한 행위는 외부인과 피가 섞인 아동에 대한 인종차별적 태도에 근거한다.[20]

#### 식량
요약: 북한 정권은 식량 분배를 독점하고 있다. 북한은 소모적이라고 여겨지는 사람들에 비해 정권 유지를 위해 중요한 역할을 하는 사람들에게 식량을 우선적으로 배분한다. 1990년 식량난 당시 정권의 결정, 행위, 부작위로 인해 최소 수십 만 명이 사망했다. 생존자들조차 영구적인 신체적, 정신적 손상을 입었으며, 한 세대 전체의 성장이 저해당했다.

- 기아를 유발하는 국가의 식량 통제: 북한 정권은 절대적인 권력을 유지하기 위하여 식량 분배를 완전히 장악하려 한다. 1980년대 말부터 만성적인 영양 부족과 심각한 대규모 기아, 아사를 초래한 식량 부족 사태가 시작되었는데, 당시 심각한 영양 부족 상태로 자라난 많은 아이들이 성장 부진을 겪었고 이로 인해 신체적, 지적 발달이 저해되었다. 북한 정권은 상위 계층 우대, 거대한 선전 기구 및 군 조직 유지, 최고위층의 사치스러운 생활에 자원을 고의적으로 집중함으로써 상당수의 북한 주민에게 충분한 식량이 공급되지 않았다. 북한 정권은 또한 구금 시설에서 수감자를 통제하고 처벌하기 위해 고의적으로 기아를 악용한다. 북한 정권은 사회의 가장 취약한 계층을 방치하고 있다.[20]

- 구조적 결함: 투명성‧책임성‧민주적 제도의 부재와 표현‧정보‧결사의 자유에 대한 제약으로 인해 당의 방침보다 이상적인 경제적 정책은 실시되지 않는다. 북한 정부는 주민에 대한 통제권을 상실할 것을 두려워하여 경제 및 농업 체제의 개혁을 회피하였다. 주민들에게 충분한 식량을 공급하지 못하는 무능함에도 불구하고, 북한 정부는 국내외의 자유로운 이동과 비공식 시장에서의 거래 활동 등 주요 생계유지 수단의 활용을 실질적으로 범죄화하며 통제를 유지했다. 식량난 중에도 정권을 유지하기 위한 사상 주입을 지속하였으며, 이에 소모되는 비용은 굶주림과 기아를 심각하게 악화시켰다. 이러한 사회적 구조와 정책은 여전히 지속되고 있기 때문에 대규모 기아 사태가 재발할 가능성이 있다.[20]

- 1990년대 식량난 당시 인도주의적 지원 방해: 대규모 기아가 최악에 달한 시기에 북한은 인도적 고려 사항에 부합하지 않는 조건을 내세움으로써 식량 원조 지원을 방해했다. 정보를 은폐함으로써 북한 주민들이 붕괴하는 공공배급제도에 대한 대안을 찾지 못하게 했으며, 일찍 제공되었더라면 많은 주민들을 살릴 수 있었을 국제 지원 활동을 지연시켰다.[20]

- 2000년 이후 굶주림과 기아의 지속: 1990년대 식량난 이후에도 식량과 기본적인 물품은 여전히 부족했다. 북한 정부는 필요한 식량을 구하기 위해서 시장을 이용하는 행위를 제재해왔다. 민간 부문을 약화시키고 국가의 계획경제를 강화하기 위해 실시한 화폐개혁도 이에 포함된다. 화폐개혁은 많은 가정이 저축한 자산을 무효화시키고 더 심각한 기아를 유발하는 결과를 초래했다. 정부의 배급제도는 1990년대에 붕괴되기 전의 수준을 회복하는 데에도 실패했다. 인플레이션으로 인해 식량 물가는 감당할 수 없는 수준에 도달했으며, 20년 동안 쌀 가격은 500배까지 상승했다. 정부의 잘못된 정책과 수확량을 줄이는 잦은 홍수로 인해 상황은 더욱 악화되었다. 기아로 인한 죽음은 2000년부터 감소하는 듯한 추세를 보였으나 지속적으로 발생하였고 때로는 급등하기도 했다. 세계식량계획와 세계보건기구 등의 기관은 북한 인구의 상당수가 식량 안보에 대한 심각한 위협 때문에 고통 받고 있다고 보고한 바 있다. 이 기관들에 의하면 많은 아동‧청소년이 성장 부진에 시달리고 있으며, 전체 인구의 36–40%가 영양실조를 겪고 있다.[20]

#### 자의적 구금, 고문, 사형 및 정치범수용소
요약: 북한은 고도로 중앙집권화된 제도를 확립함으로써 정치적 범죄에 대한 극심한 탄압을 실행해왔다. 공포 통치를 체제 유지의 수단으로 사용한다. 자백을 강요하기 위해 고문이 사용되며 수감지는 공정한 재판 절차 없이 구금된다. 정치범 수용소로 보내진 수감자의 가족은 구금된 수감자의 운명을 절대 알 수 없다. 정치범 수용소 내에서는 고의적인 기아, 강제노동, 사형, 고문, 성폭행 등의 잔혹한 행위가 발생한다. 이러한 의도적이고 조직적인 정권의 정책으로 인해 수용소에서 수십만 명이 사망하였다. 현재 8만 명에서 12만 명이 정치범 수용소에 수감되어 있는 것으로 추정된다.

- 고문: 고문은 국가안전보위부와 인민보안부를 포함한 정권 기관의 심문 과정에서 사용되는 전형적인 수단이다. 혐의자는 매우 체계적으로 모욕을 당하고, 협박을 당하며, 고문을 받는다. 혐의자에 대한 대우는 반국가적, 반인민적 범죄행위를 단속하는 주무부서인 국가안전보위부에 의해 진행되는 구속심문에서 특히 잔혹하며 비인도적이다. 많은 혐의자들이 구속심문 중 고문, 고의적 기아, 또는 열악한 수감 환경에서 발생하거나 악화된 질병으로 인해 사망한다.[20]국가안전보위부는 혐의자가 정치적 범죄를 자백한 이후 혐의자를 사법 절차 없이 정치범 수용소로 이송한다. 인민보안부는 덜 심각한 사건의 경우 사법 절차를 생략하는 반면, 엄중한 사건의 경우 사법 절차를 통해 처리한다.
- 정치범: 정치범수용소는 북한에서 개인에게 가해지는 가장 가혹한 장기 형벌이며, 정권에 심각한 위협으로 인식되는 개인이나 가족들을 사회로부터 격리시키기 위한 방법으로 사용된다. 이 경우 수감자들은 북한 주민으로서의 권리를 상실한 것으로 간주된다. 중대한 정치범죄로 기소된 사람들은 강제 행방불명의 희생자가 된다. 이들은 구금되며, 즉시 사형되지 않을 경우 재판 없이 정치범수용소(관리소)로 넘겨져 외부와의 모든 의사소통이 단절된다. 가족은 이들의 운명에 대해 아무런 통지도 받지 못한다. 북한 정부는 이러한 제도를 운영함으로써 주민을 상대로 공포를 조성한다. 수감 인구는 고의적 기아, 강제노동, 사형, 고문, 성폭력, 생식권 박탈 등으로 인해 점진적으로 감소해왔다. 조사위원회는 20세기 전체주의 국가들이 세웠던 수용소에서와 유사한 잔혹 행위로 인해 지난 50년 간 북한의 정치범수용소에서 수십만 명의 정치범들이 죽어간 것으로 추정하고 있다. 현재는 8만 명에서 12만 명의 수감자들이 감금되어 있는 것으로 보인다. 그러나 북한 정부는 정치범수용소의 존재를 지속적으로 부인해왔다.[20]

- 일반 감옥(교화소): 교화소에는 국가가 교화를 통해 다시 사회로 돌려보낼 수 있다고 여기는 사람들이 수감된다. 교화소에는 일반 범죄자 외에도 많은 정치범이 수용되고 있다. 대부분의 수감자들은 정당한 절차와 공정한 재판이 결여된 자의적 구금의 피해자이다. 교도관과 다른 죄수들에 의한 고문, 성폭력, 가혹한 강제노동, 자의적 학대는 광범위하게 가해지며 이에는 아무런 처벌이 따르지 않는다. 그러나 수감자들은 여전히 북한 주민으로서의 권리를 일부 보유한다. 이들의 형기는 보통 무기 징역이 아니며, 가족 면회도 가능하다.[20]

- 사형: 북한은 국가정책으로써 재판을 통해서 또는 재판 없이 처형을 집행하는데, 종종 지역 주민들의 강제 참석 하에 공개적인 장소에서 공공연하게 처형을 집행하기도 한다. 거의 모든 북한 주민이 처형을 목격해왔다. 1990년대 식량난 중에는 많은 주민이 생존을 위해 음식을 훔치는 등의 경제적 범죄로 처형당했다. 많은 경우에 피고는 재판 없이 즉결 처형되었다. 처형된 시신은 경고의 의미로 흔히 처형 장소에 방치되었다. 식량난은 북한에서 자의적인 처벌이 매우 성행했던 시기였다. 2000년 이후 사회적 환경이 다소 나아지면서 정부는 억압의 수준을 완화하였고 처형 횟수도 줄어들었다. 정치범수용소와 교화소의 수감자들은 비밀 처형의 위험에 처해 있다. 최근에는 탈북을 돕는 브로커와 외부 매체를 국내로 반입하는 밀수업자가 처형되기도 하며, 정치적 동기에 의한 처형도 일어나는 것으로 알려져 있다.[20]

- 연좌제 적용의 감소: 과거에는 친척이 정치범죄를 저지른 경우 연좌제의 원칙에 근거하여 3대를 포함한 온 가족을 정치범수용소로 보내는 것이 일반적이었다. 이러한 사례는 여전히 발생하고 있으나 지난 수십 년에 비해 다소 감소한 것으로 파악된다.[20]

#### 외국인 납치 및 강제실종
요약: 1950년 이후 북한은 타국의 국민을 조직적으로 납치하고 이들의 본국 송환을 거부함으로써 약 20만 명이 넘는 사람이 강제실종되었다. 이 중 대부분은 북한 내의 가혹한 거주환경으로 보내졌다. 초기에는 한국 국민을 납치하여 한국전쟁 도중과 휴전 이후에 강제 노동자로 동원하였으며, 이는 간첩을 훈련시키기 위한 목적으로 일본인, 한국인, 다른 재외국민에 대한 선택적 납치로 확대되었다. 북한은 또한 한국인 전쟁포로와 자발적으로 이주한 재일교포의 귀국을 거부하고 있다.

- 한국전쟁 납북자: 북한은 한국전쟁 전 지주, 지식인, 종교인 등 신변에 위협을 느낀 사람들이 북한을 탈출하면서 인구와 노동력을 상실했다. 전쟁 중에는 더 많은 사상자가 발생했다. 북한 정부는 노동력을 충당하기 위해 남한에서 9만 6천명의 민간인을 조직적으로 납치했다. 휴전협정은 양측이 이들을 본국으로 귀환시킬 것을 명시하였으나, 북한은 여전히 대부분의 납북자들을 돌려보내지 않고 있다. 북한은 이들에게 낮은 성분을 배정하여 가장 힘든 노동과 생활을 강요하고 있으며, 일생 동안 남한에 있는 친척들과의 어떠한 연락도 엄격하게 차단하고 있다.[20]

- 한국전쟁 전쟁포로의 본국송환 거부: 최소 5만 명의 한국인 전쟁포로가 휴전 협정 후에 본국으로 돌아오지 못했다. 2014년을 기준으로 약 500명이 아직 생존해 있는 것으로 추정된다. 양측은 서로의 전쟁포로를 송환하기로 합의하였음에도 북한은 숫자를 위조하여 대부분을 송환하지 않았다. 이들은 탄광 등 폭발, 매몰, 압사, 절단과 같은 치명적인 사고가 빈번하게 발생하는 곳에 강제노동력으로 차출되었다.[20]

- 1955 – 1992: 전후 한국인 납치·강제실종: 한국전쟁 후 약 3,835명의 한국 국민이 북한에 의해 납치되었다. 대부분은 1년 반 내 남한으로 송환되었으나 516명은 실종 상태로 남아있다. 납북자들은 간첩으로 훈련받거나 사상교육 후 공장 노동력으로 차출되었다. 납치는 보통 어선을 통해 이루어졌으나 비행기 납치 등 다른 방법을 사용하기도 했다.[20]남한 정부는 이 문제를 인도주의적 문제가 아닌 정치적 문제로 인지하여 북한에 문제를 제기하려고 하지 않았다. 남한에 독재정권이 들어섰던 시기(1963-1988)에 납북자의 친척은 탈영병으로 의심받아 감시, 차별, 고문의 대상이 되었으나 남한에 민주화가 실현되면서 피해자들에게 도덕적, 경제적 배상이 이루어졌다.[20]

- 1959 – 1984: 자발적 이주자들의 강제실종: 북한의 “지상낙원”, “낙원으로 돌아가자” 등의 선전에 이끌려 다수의 재외국민을 포함하여 외국(주로 일본)에 거주하는 한인 93,340명이 북한으로 이주했으나, 그들이 도착한 후 마주한 현실은 선전과 정반대였다. 도착 후 낮은 사회 계급에 배정되었으며, 거주지, 직종, 식단뿐만 아니라 누구에게 어떤 말을 할 수 있는지조차 모두 삼엄한 감시 하에 엄격하게 통제되었다. 일본에 남은 친척에게 보낸 비밀 서신은 그들에게 북한으로 이주하지 말 것을 당부하고 있다.[20]

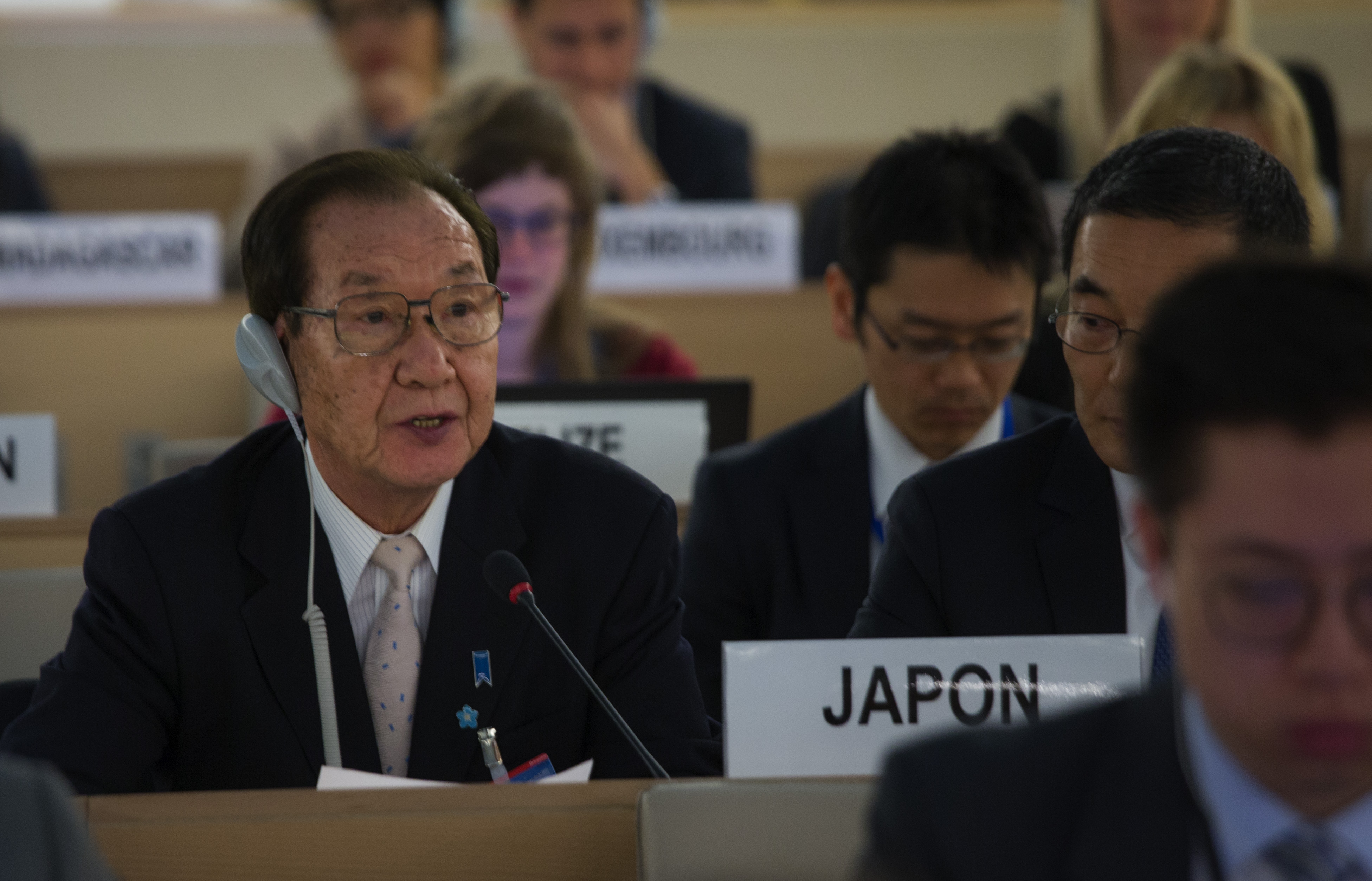
북한에게 납치당한 피해자의 가족 협회 장인 시게오 리주까가 유엔에서 증언을 한다.

- 1970년대 – 1980년대: 일본인과 재외국민 납치: 수십, 수백 명의 일본인과 기타 외국 국적자가 납북된 것으로 추정된다. 북한 당국은 이 중 14명의 납치를 공식적으로 시인하였으며, 5명을 송환하였다. 납치는 보통 어선으로 가장한 선박으로 이루어졌으며, 납북자들은 이후 비행기 폭파에 가담할 간첩들에게 외국어 교육을 하는 등의 간첩 행위나 테러 행위에 차출되었다. 일부 납치는 납치된 다른 외국인에게 아내를 “제공”하기 위해 실행되었다. 순수 한인 인종을 보존하기 위해 한국인은 아내로 허용하지 않았다.[20]

- 1990년대 – 현재 (2014): 중국에서의 납치: 국가안전보위부의 정보원들은 1990년대 시작된 중국으로의 대량 탈북 추세에 대응하기 위해 중국 내에서 고도로 조직화된 납치를 수행해왔다. 피해자들은 중요한 정보를 지닌 탈북자나 탈북자를 도운 중국인과 한국인을 포함한다.[20]

### 반인도범죄
보고서는 북한의 반인도범죄는 “현대 사회에서 유례를 찾을 수 없으며,” 이는 “북한 정부의 최고위층이 수립한 정책”에 따른 것이라고 밝혔다.
본 보고서는 북한 내에서 반인도범죄가 저질러졌음을 밝힌 유엔의 첫 번째 보고서이다. 이러한 범죄에 대해 언급하면서 조사위원회 위원장은 다음과 같이 말했다: “이전의 전체주의 국가들의 경우나 탄압행위와 달리, 이제 국제사회는 ‘우리가 알았더라면’이라는 말로 애통해할 수 없다. 이제 우리는 알고 있다. 앞으로 국제사회가 효과적으로 대응할 지, 그리고 필요한 행동을 취할 지의 여부가 관건이다.”

#### 집단학살 여부
“이러한 반인도범죄는 절멸, 살인, 노예화, 고문, 구금, 성폭행, 강제낙태 및 기타 성폭력, 정치‧종교‧인종‧성차별적 근거에 따른 박해, 주민의 강제이전, 강제실종, 그리고 고의적으로 장기적 기아를 유발하는 비인도적 행위 등을 포함한다. 위원회는 나아가 북한 내에서 반인도범죄가 지속되고 있는 이유는 그러한 반인도범죄의 핵심에 자리잡고 있는 북한의 정책, 제도 및 불처벌 양태가 여전히 남아있기 때문이라고 판단한다.”
유엔 조선민주주의인민공화국 인권조사위원회 보고서 76번째 문단.
위원회의 보고서에 따르면, 50년이 넘는 기간 동안 수십만 명의 수감자들이 정치범수용소와 기타 장소에서 몰살되었다. 모든 수감자의 가족과 아이를 포함한 3대가 그들이 저지른 범죄가 아닌 그들의 출생신분 때문에 정치범수용소에서 목숨을 잃었다.
위원회는 고의적으로 대규모 죽음을 초래할 수 있는 환경을 조성함으로써 모든 수감자들을 죽음에 이르게 한 행위가 집단학살에 유사하다고 볼 수 있다고 밝혔다.
그러나, 오로지 정치상의 의견을 이유로 저지른 몰살은 현대 국제법상의 집단학살 정의에 포함되지 않는다. 따라서 위원회는 이러한 반인도범죄가 해당 국가의 책임뿐 아니라 북한 주민을 보호할 국제사회의 책임도 촉구할만한 매우 심각한 범죄라는 점을 강조하기로 결정하였다.

#### 책임 규명
반인도범죄에 대한 금지는 국제관습법상 국제사회의 모든 일원에게 구속력을 가지는 강행규범에 해당한다. 따라서 북한 형법에 반인도범죄에 관한 조항이 없고, 북한이 국제형사재판소에 관한 로마 규정의 당사국이 아니지만 북한에서 반인도범죄를 저지른 자는 이에 대한 법적 책임을 진다. 가해자들이 상부의 명령에 의해 범죄를 저질렀다고 해도 형사적 책임을 피할 수 없다.
위원회의 보고서는 수령, 국가안전보위부, 인민보안부, 최고검찰소와 재판기관, 조선인민군, 조선노동당, 국방위원회 등 반드시 책임을 물어야 하는 개인과 기관을 밝혔다.
조사위원회는 국제사회의 행동을 촉구하며 세 가지 방안을 제시했다:
- 안전보장이사회는 북한을 국제형사재판소에 회부한다.
- 안전보장이사회는 구 유고슬라비아 국제형사재판소나 르완다 국제형사재판소와 유사한 임시 국제재판소를 설립한다.
- 안전보장이사회가 결의안을 통과하지 못할 시에는 총회에서 평화를 위한 통합결의에 의해 부여되는 잔여권한을 이용하여 재판소를 설립한다.

## 조사방법과 한계

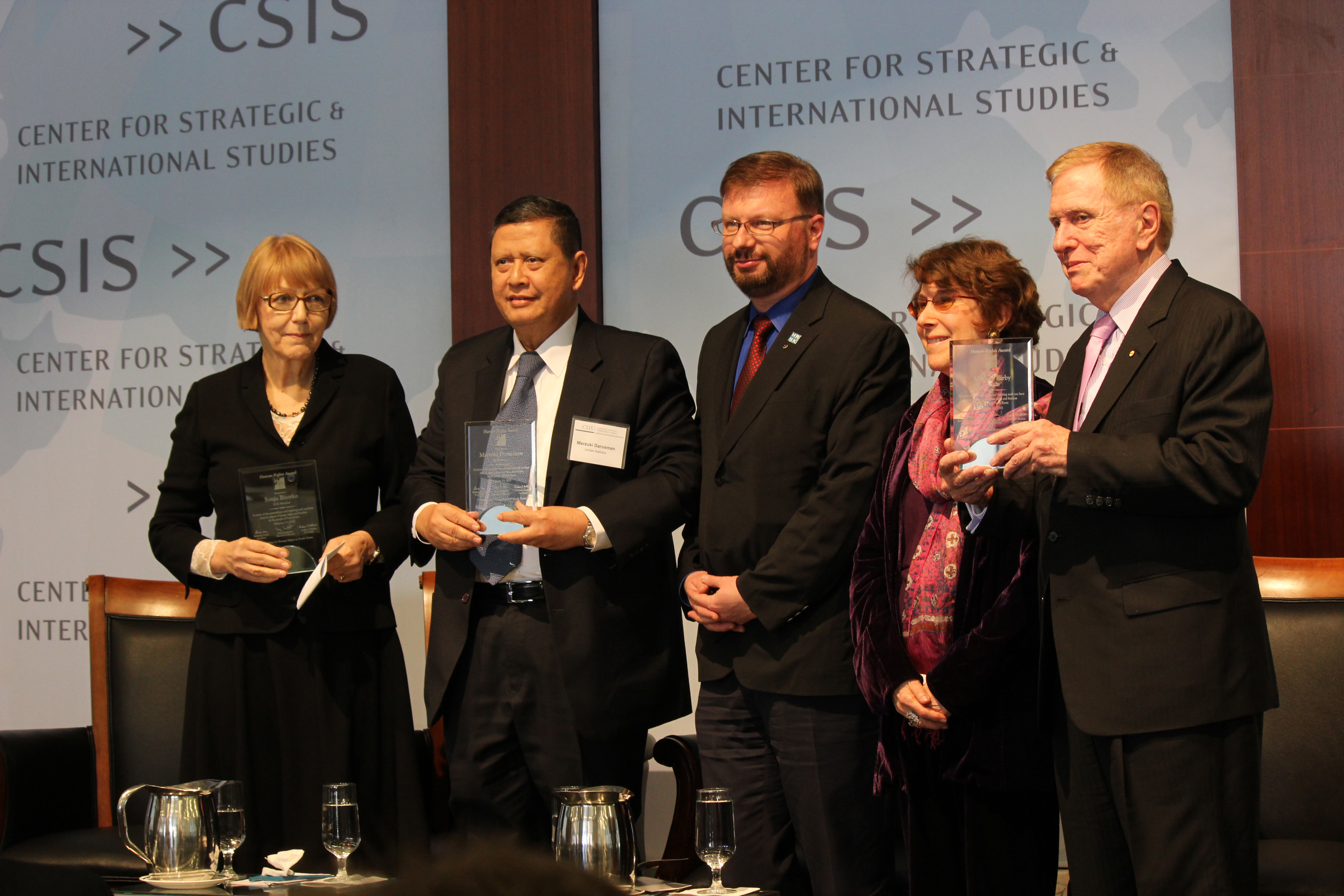
세명의 유엔조사위윈회원이 미국북한인권위원회 공동회장인 로베르타 코헨과 전문이사인 그레그 스카라튜한테 인권상을 받는다.

위원들은 몇 달에 걸쳐 목격자와 피해자에 대한 면담을 중심으로 조사를 실시하였다. 80명의 탈북자, 망명자, 납북자들이 공개 청문회에서 증언하였으며, 이 외에도 240명이 신변 안전에 대한 우려로 인해 비공개 면접에 참가하였다. 면담은 서울, 도쿄, 방콕, 런던, 워싱턴으로의 현지 방문, 화상회의와 전화통화로 진행되었다. 유엔, 비정부기구, 각국의 정부, 연구소, 학계에서 제공한 많은 보고서와 문서도 조사위원회 보고서의 작성에 사용되었다. 구 소련의 기록물을 포함하여 구 소련 국가들이 제공한 공식 문서와 중국과 북한에서 유출된 기록물 또한 위원회의 조사에 사용되었다. 위원회는 또한 민간 용도로 사용 가능한 정치범수용소의 위성사진과 진위 여부가 입증된 비밀 녹화 영상 및 사진을 활용하였다.
위원회는 보고서에서 위원회에 협조한 대부분의 피해자들과 목격자들이 북한 당국에 대해 전반적으로 비우호적인 인식을 가지고 있다는 점을 인지했음을 밝혔다. 공평성을 위하여 위원회는 북한의 정보 제공을 여러 차례 요청하였으나 모두 거절당했다. 북한 당국의 직접적인 정보 제공의 결여로 위원회는 북한에서 이전에 출판·공개한 자료를 검토하였다. 보고서는 또한 중국 정부가 위원회의 북‧중 접경지역 방문과 위원회의 활동을 처음부터 반대했다고 밝혔다. 위원회는 중국 정부에 중국이 “반인도범죄를 지원, 방조하고 있다는” 내용의 서신을 발송했다.
조사위원회의 보고서는 사실 여부 판단에 있어서 “합리적인 근거”의 기준을 사용하였으며, 보고서에 기록된 모든 사실은 한 개 이상의 신뢰할만한 독자적인 정보 출처에 의해 입증되었다.
위원회는 주로 북한이 자발적으로 가입한 시민적 및 정치적 권리에 관한 국제규약, 경제적‧사회적 및 문화적 권리에 관한 국제규약, 아동의 권리에 관한 협약, 여성차별철폐협약이 당사국에 가지는 법적 구속력에 의존하였으며, 국제인도법을 포함한 다른 국제법과 관습법에도 의존하였다.

## 북한의 대응
인권이사회 결의안 22/13호의 채택 이후 북한은 공개적으로 “정치적 대립과 음모의 결과”인 결의안을 “완전히 거부하며 무시할 것”이라고 밝혔다. 위원회가 설치된 직후 서세평 주제네바 유엔북한대사는 북한 내에서 발생하는 인권 침해 실태를 전면 부정하면서 위원회는 북한의 “이미지를 깎아 내리려고 하는 적대적 세력의 정치적 목적을 수행하는 도구”라고 비난했다.

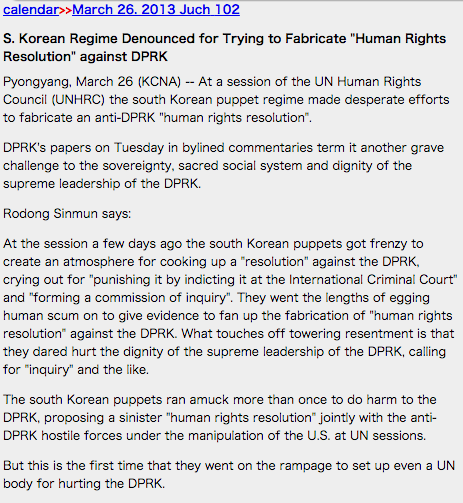
조선중앙통신사가 출판한 유엔조사위원회를 항변하는 기사 일부분

위원회는 북한 당국에 수 차례 협조 요청을 전달했다. 위원회는 북한 정부에 인권이 보호되고 있다는 이들의 주장을 증명하기 위해 이들의 정책을 면밀히 조사하고, 정보를 공유하고, 근거를 제공할 것을 요청하였으며, 북한의 지도자인 김정은에게 직접 서신을 보내기도 하였다. 그러나 모든 요청은 거절되거나 무시당했다. 북한은 위원회의 방북 요청 또한 거부했다. (2004년 이후 유엔 북한인권특별보고관 역시 방북을 매번 거부당했다.)
위원회의 활동 기간 내내 북한 당국은 위원회와 위원회의 보고서를 “미국과 적대적 세력에 의한 정치적 음모”라고 주장하였으며, 조사에 참여한 증언자들을 범죄자 혹은 인간쓰레기 라고 비난하였다. 북한은 위원회에 의해 제시된 증거는 “허구이며 날조된” 것이라고 주장하였고, 위원회를 “대립과 불신의 온상”이라고 깎아내렸다.
북한 당국은 북한 내에서 운영되는 정치범수용소는 전무하지만, 주민들이 자신의 잘못을 반성함으로써 사고방식을 개선하도록 하는 구금 시설은 존재한다고 밝혔다. 당국은 또한 북한이 “전환기 사회” 이기 때문에 경제 혹은 다른 분야에서 일부 문제가 발생할 수 있으며, 주민에게 더 나은 생활환경을 제공하기 위해 더 많은 주거공간과 사회 시설을 제공해야 할 수도 있다고 밝혔다.
위원회의 보고서 발표 몇 달 후, 북한은 자체적으로 인권 보고서를 발표했다. 5개 장으로 구성된 보고서는 조선인권연구협회가 “무모한 반북한 인권 소동의 거짓되고 반동적인 실체를 폭로하고 편견과 오해를 없애기 위해” 작성하였다. 이 보고서는 북한 주민이 언론과 종교의 자유를 가지고, 노예화와 고문으로부터 보호받으면서 양호한 인권 상황을 누리고 있다고 주장했다. 그러나 이 보고서는 증언자들이 위원회에게 상세하게 묘사했던 정치범수용소에 대해서는 언급하지 않았다.
북한은 또한 미국과 남한의 인권 상황에 대한 자체 평가를 발표함으로써 인권 유린 혐의를 반박했다.
조사위원회의 보고서가 발표된 직후 북한에 대한 압박은 증가하기 시작했다. 유엔 총회는 북한의 지도층을 국제재판소에 회부하는 내용의 결의안 채택을 고려하였으며, 일부 국가들도 보고서의 발견사항에 근거하여 북한과의 관계를 재평가하였고 지원물자 수송의 규모를 축소하였다.
2014년 중후반의 이러한 압박은 북한의 외무성 부상이 15년 만에 최초로 총회에 참석하는 등 북한의 태도변화를 이끌어냈다. 총회에서 북한 외무상은 북한이 “적대적이지 않은 국가들과 인권 대화를 개최”할 준비가 되어 있다고 밝혔다. 또한 2014년 5월, 북한의 인권상황에 대한 두 번째 보편적 정례검토 보고서가 발간되기 직전에 북한은 첫 번째 정례검토의 167개 권고안에 대한 상세한 답변을 유엔의 기한보다 3년 늦게 제출했다. 북한 정부는 자국의 인권에 대한 외부의 비판을 완전히 거부한다는 이전의 입장에서 변화하여 권고안의 많은 부분을 수용하였으며, 이를 시행하고 있다고 주장하였다. 두 번째 정례검토에서는 북한의 인권 상황을 개선시키기 위한 268개의 권고안이 제시되었으며, 북한은 이 중 일부를 수용하였다. 그러나 두 가지 사례 모두에서 북한은 조사위원회에 의해 “반인도범죄의 가장 높은 한계점을” 넘었다고 여겨지는 가장 심각한 인권 침해를 고려‧시정 대상에서 제외하였다.
인권 상황이 개선되었다는 북한의 주장에도 불구하고 2014년 6월 북한인권 특별보고관 마르주끼 다루스만은 어떤 권고안도 시행되지 않았다고 밝혔다.
2014년 12월에 유엔 총회가 위원회의 발견사항을 안전보장이사회에 회부하자 북한은 이후 유엔 인권 기구와의 어떠한 협력도 하지 않겠다고 선언했다.

## 이후 사건
2014년 유엔 인권이사회는 북한인권 특별보고관의 임기를 연장했다. 인권이사회는 이 표결로써 위원회의 임기가 만료되기 한 달 전 마르주끼 다루스만이 특별보고관 임기를 다시 수행하도록 허락했다. 인권이사회는 또한 유엔 인권고등판무관사무소에 “현장 사무소”를 한국에 설치하고 인권 상황을 감시할 상임 직원을 이에 배정하도록 했다. 서울에 위치한 현장 사무소는 2015년 6월 23일에 개소하였으며, 북한은 이 사무소에 소속된 유엔 직원을 해치겠다고 위협하였다.
2015년 1월, 강경한 목소리를 내왔던 유명 탈북자 신동혁이 그를 북한 내의 고문과 인권 침해에 대한 가장 유명한 증인으로 만든 증언일 일부 철회하였다. 이는 다른 탈북자들과 한국 매체들이 그의 배경에 대한 의심을 해소할 것을 요구하는 압력이 커지던 중 발표되었다. 유엔과 인권전문가들은 신동혁의 증언이 없더라도, 위원회의 보고서가 수백 명의 다른 탈북자와 북한인권 전문가들을 대상으로 한 인터뷰로 작성된 만큼 보고서의 발견사항은 여전히 유효하다는 입장을 유지했다. 2013년에 뉴욕타임스는 이미 신동혁의 증언이 “극적이지만 완전히 새로운 내용은 아니”며, 수 년간 신동혁처럼 정치범수용소에서 생존한 소수의 생존자들을 포함한 탈북자들은 비슷한 증언을 해왔다고 밝혔다.

## 유엔 문서

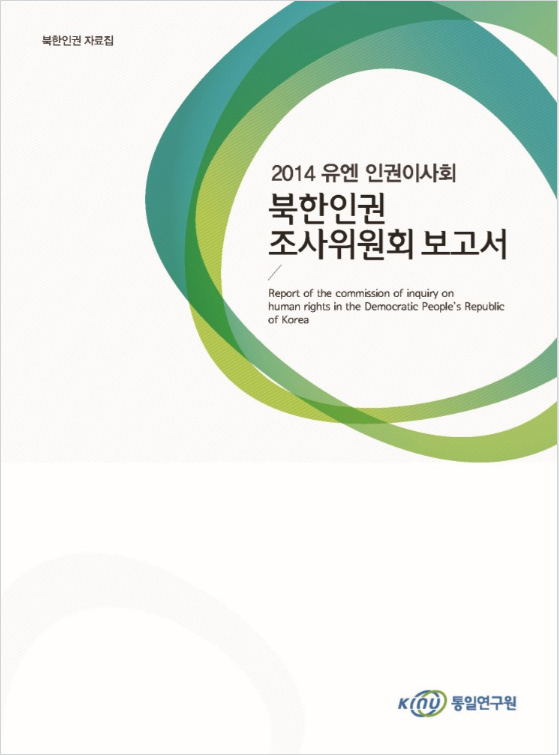

### 위원회 보고서
조사위원회는 53쪽의 요약 보관됨 2017-08-15 - 웨이백 머신 보고서와 372쪽의 상세 보고서 보관됨 2017-08-14 - 웨이백 머신를 작성하였다.
United Nations Human Rights Council Session 25 Summary record Report of the commission of inquiry on human rights in the Democratic People's Republic of Korea A/HRC/25/63 7 February 2014.
United Nations Human Rights Council Session 25 Report of the detailed findings of the commission of inquiry on human rights in the Democratic People's Republic of Korea A/HRC/25/CRP.1 7 February 2014.

### 관련 결의안
Human Rights Council Session 22nd Resolution 22/13. 48th. Situation of human rights in the Democratic People's Republic of Korea A/HRC/RES/22/13 21 March 2013. (인권이사회는 본 결의안에서 1년 간의 조사위원회 설치를 결정하였다.)
Human Rights Council Session 25th Resolution Situation of human rights in the Democratic People's Republic of KoreaA/HRC/25/L.17 26 March 2014. (인권이사회는 본 결의안에서 총회가 조사위원회 보고서를 안전보장이사회에 제출하여 북한을 적절한 국제형사사법제도에 회부할 것을 촉구하였다.)
United Nations General Assembly Session 69 Resolution 188.GA/11604. Situation of human rights in the Democratic People's Republic of Korea A/RES/69/188 18 December 2014. (총회는 안전보장이사회에 국제형사재판소 회부 등 인권이사회에 의해 설치된 조사위원회의 권고안을 고려할 것을 촉구하였다.)

### 안전보장이사회 회의
United Nations Security Council Session 7353 Meeting The situation in the Democratic People’s Republic of Korea S/PV.7353 22 December 2014.
United Nations Security Council Session 7575 Meeting The situation in the Democratic People’s Republic of Korea S/PV.7575 10 December 2015.
유엔은 북한의 인권 상황에 대한 정기 보고서를 지속적으로 발간하고 있다. 다음은 조사위원회 보고서보다 선행되었거나 동시에 작성된 보고서 목록으로, 3년 혹은 4년마다 발간되는 보편적 정례검토 보고서, 인권이사회에 보고되는 특별보고관의 상세 연례보고서, 총회에 보고되는 특별보고관의 요약 연례보고서를 포함한다.

### 인권이사회 보편적 정례검토 보고서
- Human Rights Council Session 13th Document Report of the Working Group on the Universal Periodic Review – Democratic People's Republic of KoreaA/HRC/13/13 4 January 2010.

- Human Rights Council Session 27th Document Report of the Working Group on the Universal Periodic Review – Democratic People's Republic of KoreaA/HRC/27/10 2 July 2014.

- Human Rights Council Session 4th Document Report of the Special Rapporteur on the situation of human rightsin the Democratic People's Republic of Korea, Vitit Muntarbhorn A/HRC/4/15 7 February 2007.
- Human Rights Council Session 7th Document Report of the Special Rapporteur on the situation of human rightsin the Democratic People's Republic of Korea, Vitit Muntarbhorn A/HRC/7/20 15 February 2008.
- Human Rights Council Session 10th Document Report of the Special Rapporteur on the situation of human rights in the Democratic People's Republic of Korea, Marzuki Darusman A/HRC/10/18 24 February 2009.
- Human Rights Council Session 16th Document Report of the Special Rapporteur on the situation of human rights in the Democratic People's Republic of KoreaA/HRC/16/58 21 February 2011.
- Human Rights Council Session 19th Document Report of the Special Rapporteur on the situation of human rights in the Democratic People's Republic of KoreaA/HRC/19/65 13 February 2012.
- Human Rights Council Session 22nd Document Report of the Special Rapporteur on the situation of human rights in the Democratic People's Republic of Korea, Marzuki Darusman A/HRC/22/57 1 February 2013.
- Human Rights Council Session 26th Document Report of the Special Rapporteur on the situation of human rights in the Democratic People's Republic of Korea, Marzuki Darusman A/HRC/26/43 13 June 2014.

- United Nations General Assembly Session 60th Document Situation of human rights in the Democratic People's Republic of Korea A/60/306 29 August 2005.
- United Nations General Assembly Session 61th Document Situation of human rights in the Democratic People's Republic of Korea A/61/349 15 September 2006.
- United Nations General Assembly Session 62nd Document Situation of human rights in the Democratic People's Republic of Korea A/62/264 15 August 2007.
- United Nations General Assembly Session 64th Document Situation of human rights in the Democratic People's Republic of Korea A/64/224 4 August 2009.
- United Nations General Assembly Session 65th Document Situation of human rights in the Democratic People's Republic of Korea A/65/364 14 September 2010.
- United Nations General Assembly Session 66th Document Situation of human rights in the Democratic People's Republic of Korea A/66/322 24 August 2011.
- United Nations General Assembly Session 68th Document Situation of human rights in the Democratic People's Republic of Korea A/68/319 14 August 2013.